# 松野頼三
松野 頼三（まつの らいぞう、1917年〈大正6年〉2月12日 - 2006年〈平成18年〉5月10日）は、日本の政治家。軍人時代の最終階級は海軍主計少佐。位階は正三位。勲等は旭日大綬章。総理府総務長官、労働大臣、防衛庁長官、農林大臣を歴任した。長男に松野頼久（政治家）、孫娘に松野未佳（2016年ミス日本グランプリ）がいる。

## 来歴・人物
熊本県山鹿市出身。松野鶴平の三男。麻布中学校を経て慶應義塾大学法学部政治学科を卒業後、日立製作所に入社。1940年（昭和15年）に海軍経理学校に入学し、海軍士官（海軍主計少佐）として終戦を迎える。
戦後、衆議院議員であった父・鶴平が公職追放にあったため、身代わりとして政界に入ることになる。また父の後を継いで熊本電気鉄道社長も務めた。吉田茂首相秘書官を経て、1947年（昭和22年）4月、第23回衆議院議員総選挙に自由党公認で旧熊本1区から立候補して当選する。以後、当選15回（当選同期に田中角栄・鈴木善幸・中曽根康弘・増田甲子七・中山マサ・倉石忠雄・荒木万寿夫・石田博英・原田憲・園田直・櫻内義雄・根本龍太郎・佐々木秀世・中村寅太など）。1955年（昭和30年）、保守合同により自由民主党に参加する。自民党では佐藤栄作派に所属し田中角栄、保利茂、愛知揆一、橋本登美三郎とともに「佐藤派五奉行」の一人に数えられる。
この間、岸信介・佐藤栄作両首相の兄弟に重用され、1958年（昭和33年）6月、第2次岸内閣の総理府総務長官として初入閣したのを振出しに、労働大臣（第2次岸改造内閣）、防衛庁長官（第1次佐藤改造内閣）、農林大臣（第1次佐藤再改造内閣）を歴任した。
1966年（昭和41年）、黒い霧事件が発覚。共和製糖事件に現職の農林大臣として調査に乗り出すも、10月19日、自身が新婚であった娘夫婦とラスベガスなどを旅行したのを官費旅行として申請していた事が発覚。辞職には追い込まれなかったものの、改造内閣ではポストはなく、黒い霧解散による総選挙も当選は果たしたが、自由民主党政務調査会長となるまで大臣級のポストから遠ざかった。
1972年（昭和47年）佐藤引退を受けて自民党内で巻き起こった角福戦争では、佐藤の意を受けて福田赳夫を支持した。田中退陣後は福田派に客分格として参加、三木武夫内閣時に自民党政務調査会長に送り込まれるなどしたが、三木おろしの渦中で、次第に福田と疎遠になり、三木シンパとなる。三木は、松野を中曽根康弘の後任の幹事長に起用しようとするが、福田、大平正芳の反対に遭い、総務会長に就任。これを機に福田派を離脱した。領袖であった福田からは「はぐれガラス」と批判されたが、福田派の中で唯一松野の意見を支持したのが当時の1年生議員・小泉純一郎（後の首相）であったという。なお、松野は小泉の父・小泉純也とは盟友関係であり、同じ福田派の小泉の後見人的立場でもあった。
1979年（昭和54年）、ダグラス・グラマン事件で、日商岩井から多額の金銭を受領したとして松野の名が上がり、この問題で5月に衆参両院の証人喚問を受けた。市川房枝に諄々と説かれるような喚問を受けた松野は絶句したという。結局、松野は「松野頼三を育てるための政治献金」と5億円の授受を認める答弁をした（政治資金規正法違反や収賄罪に関しては公訴時効が成立）。7月25日に衆議院議員を辞職し、自民党を離党した。10月7日の第35回衆議院議員総選挙に無所属で立候補したが落選。1980年（昭和55年）6月22日の第36回衆議院議員総選挙に再度立候補し（無所属）当選、後日自民党に復党した。1984年（昭和59年）の自民党総裁選挙を前に対抗馬として二階堂進を立てようという二階堂擁立構想に参加した（松野と二階堂は同じ吉田学校出身であり、かつ九州出身、同じ佐藤派の幹部同士だったこともあり旧知の仲だった）。
1990年（平成2年）2月18日の第39回衆議院議員総選挙で落選し、政界を引退。その後は、細川護煕の政治指南役をつとめ、細川の議員辞職後、後継に長男の松野頼久を推した。政界引退後も「政界のご意見番」として、小泉内閣発足後は「小泉首相の師」として積極的にマスコミに登場していた。
藤井裕久は、松野が2003年（平成15年）の民由合併に関与したとの趣旨の発言をしている（BS11デジタルINsideOUT 2009年8月31日）。
2006年（平成18年）5月10日、心不全のため東京都港区の東京船員保険病院で死去した、89歳没。死去する数日前までマスコミの取材に応じていた。入院2、3日前に胃の痛みを訴えたが実際には心臓の痛みで入院先で心臓マッサージを受けたが帰らぬ人となった。死後、死去当日の日付で正三位を追贈され、旭日大綬章が授与された。

## メディア

### テレビ
『週刊アサ秘ジャーナル』（TBS系）にたびたび出演し、自身の初出馬の折にリヤカーに乗って選挙運動した話や、往年の政治家たちの思い出などユーモアを交えつつ司会の浅草キッドらと政治談議を繰り広げた。グラビアアイドルが好きなことをよく話しており、「活力になるから興味をもつ」と理由を語っていた。

### 雑誌
自由民主党の顧問となってからは週刊朝日編集部の依頼で自らが幹事役となり有力な若手代議士と永田町の某料亭で鍋をつつきながら政治にまつわる裏話を聞き出した。この企画は「永田町の闇鍋」と呼ばれ同誌の年末恒例企画となっていた。参加者には小泉純一郎首相、羽田孜元首相、麻生太郎外相、鳩山由紀夫元民主党代表、高村正彦元法相、平沼赳夫元経産相、塚原俊平元通産相、鹿野道彦元農水相等がいた。

### ラジオ
ミッキー安川とは旧友で、かつては同じアパートに住んでいた事もあった。安川のラジオ番組『ミッキー安川のずばり勝負』（ラジオ日本）にもしばしば出演した。
ミッキー安川が「松野さん、若さを保つ秘訣は？」と質問すると、「そりゃ、ミッキー、若い奴と付き合うことさ」と答えていた。また、ラジオ出演時には、アシスタントの篠田奈々の手を毎回にぎって帰った。「松野さん、あんた、何で毎回手をにぎって帰るのよ」と尋ねられると、「若さを保つためだな。年をとると、古くからの友人と話すことは、お墓とか人の批判ばっかりだよ、ミッキー。こうやって若い人の手をにぎると、若さを保てるんだなー」と語っていた。
ラジオ番組中で、一度だけ番組で松野が謝罪をしたことがあった。「この前、ラジオのファンから批判の手紙をもらったよ。松野さんは、いつも何かを食べながらしゃべっているから、食べないでやってほしいと書いてあってね。ミッキー、ラジオってのは恐ろしいもんだな。みかんとかを食べながら話していることが多かったが、ラジオ放送ってのは『心眼』があるね。耳で聞くぶん、心眼ってものがあるんだな。○○さん、申し訳なかった。食べながら話すのは止めましょう」と語った。

## 家族
祖父である松野長八は、地方政界で活動し村長などを務めた。母方の祖父である野田卯太郎は衆議院議員を務め、卯太郎の子にあたる野田俊作も福岡県知事や参議院議員を歴任した。父である松野鶴平（通称:ヅル平）は参議院議長などを歴任した。長男の松野頼久や娘婿の塚田徹（塚田十一郎の子）も衆議院議員を務めている。

## 選挙歴
| 当落 | 選挙                   | 執行日         | 年齢 | 選挙区    | 政党       | 得票数    | 得票率 | 定数 | 得票順位 /候補者数 | 政党内比例順位 /政党当選者数 |
| ---- | ---------------------- | -------------- | ---- | --------- | ---------- | --------- | ------ | ---- | ------------------ | ---------------------------- |
| 当   | 第23回衆議院議員総選挙 | 1947年04月25日 | 30   | 旧熊本1区 | 日本自由党 | 4万8174票 | 15.71% | 5    | 1/20               | /                            |
| 当   | 第24回衆議院議員総選挙 | 1949年01月23日 | 31   | 旧熊本1区 | 民主自由党 | 6万7268票 | 20.75% | 5    | 1/15               | /                            |
| 当   | 第25回衆議院議員総選挙 | 1952年10月01日 | 35   | 旧熊本1区 | 自由党     | 5万3258票 | 13.74% | 5    | 2/14               | /                            |
| 当   | 第26回衆議院議員総選挙 | 1953年04月19日 | 36   | 旧熊本1区 | 自由党     | 5万4880票 | 14.98% | 5    | 1/10               | /                            |
| 当   | 第27回衆議院議員総選挙 | 1955年02月27日 | 37   | 旧熊本1区 | 自由党     | 5万1574票 | 13.79% | 5    | 4/8                | /                            |
| 当   | 第28回衆議院議員総選挙 | 1958年05月22日 | 41   | 旧熊本1区 | 自由民主党 | 8万8361票 | 20.74% | 5    | 1/11               | /                            |
| 当   | 第29回衆議院議員総選挙 | 1960年11月20日 | 43   | 旧熊本1区 | 自由民主党 | 7万8816票 | 20.48% | 5    | 1/8                | /                            |
| 当   | 第30回衆議院議員総選挙 | 1963年11月21日 | 46   | 旧熊本1区 | 自由民主党 | 8万4667票 | 20.86% | 5    | 1/7                | /                            |
| 当   | 第31回衆議院議員総選挙 | 1967年01月29日 | 49   | 旧熊本1区 | 自由民主党 | 8万2785票 | 19.66% | 5    | 2/8                | /                            |
| 当   | 第32回衆議院議員総選挙 | 1969年12月27日 | 52   | 旧熊本1区 | 自由民主党 | 8万888票  | 17.45% | 5    | 1/10               | /                            |
| 当   | 第33回衆議院議員総選挙 | 1972年12月10日 | 55   | 旧熊本1区 | 自由民主党 | 8万1704票 | 16.86% | 5    | 2/8                | /                            |
| 当   | 第34回衆議院議員総選挙 | 1976年12月05日 | 59   | 旧熊本1区 | 自由民主党 | 9万4173票 | 17.46% | 5    | 2/7                | /                            |
| 落   | 第35回衆議院議員総選挙 | 1979年10月07日 | 62   | 旧熊本1区 | 無所属     | 6万7082票 | 12.45% | 5    | 6/10               | /                            |
| 当   | 第36回衆議院議員総選挙 | 1980年06月22日 | 63   | 旧熊本1区 | 無所属     | 8万3988票 | 14.96% | 5    | 5/8                | /                            |
| 当   | 第37回衆議院議員総選挙 | 1983年12月18日 | 66   | 旧熊本1区 | 自由民主党 | 8万2787票 | 14.94% | 5    | 3/8                | /                            |
| 当   | 第38回衆議院議員総選挙 | 1986年07月06日 | 69   | 旧熊本1区 | 自由民主党 | 7万7469票 | 13.29% | 5    | 5/10               | /                            |
| 落   | 第39回衆議院議員総選挙 | 1990年02月18日 | 73   | 旧熊本1区 | 自由民主党 | 8万505票  | 12.20% | 5    | 7/8                | /                            |

## 著作
- 『保守本流の思想と行動 : 松野頼三覚え書』朝日出版社、1985年11月1日。
- 『細川・小沢政権陰陽のバランスが崩れるとき : 権力のけもの道を知りつくした男・松野頼三』日本テレビ放送網、1994年4月13日。
- 『松野頼三オーラルヒストリー』（政策研究大学院大学C.O.E.オーラル・政策研究プロジェクト（上・下）, 2003年）
- 『政界六〇年 松野頼三』（同刊行委員会編、文藝春秋企画出版部, 2007年）